# Stružná (zámek)
Stružná (též Kysibl) je zámek ve stejnojmenné obci v okrese Karlovy Vary. Postaven byl na konci šestnáctého století, ale dochovaná podoba pochází až z novorenesanční přestavby v devatenáctém století. Od roku 1964 je chráněn jako kulturní památka.

## Historie
Předchůdcem zámku ve Stružné byla tvrz z patnáctého století, jejíž zbytky se dochovaly v severní části vesnice. Renesanční zámek zde založil někdy před rokem 1598 tehdejší majitel panství hradu Andělská Hora Linhart Colona z Felsu, který patřil k hlavním vůdcům stavovského povstání, za což mu byl v roce 1621 zabaven majetek. Stružnou koupil generál Heřman Černín z Chudenic. Jeho potomci nechali zámek upravit v barokní slohu. Na úpravách se podíleli architekti M. Ceresola v roce 1666, Francesco Caratti (1675–1676) a Giovanni Battista Alliprandi v letech 1700–1701. Černínům zámek patřil až do roku 1734, kdy jej prodali hraběti Leopoldu Hartigovi, který se svým synem zámek rozšířil a vybavil vnitřním zařízením. Dalšími majiteli se stali v roce 1794 hrabě Jan Stiebar z Buttenhaimu, od roku 1810 malostranský měšťan Antonín Hladík, za kterého zámek roku 1811 vyhořel, od roku 1829 hrabě Vilém z Neuberku a v roce 1863 hrabata Černínové-Morzinové. Posledním majitelem, kterému zámek zůstal až do roku 1945, byl Leopold Šternberk.
Tomu byl v roce 1945 zámek zkonfiskován a roku 1948 jej získala armáda, která zámek využívala jako kasárna. Na počátku devadesátých let 20. století koupilo objekt několik pražských makléřů a obratem ho prodali podnikateli financovanému z Běloruska. Zámek prošel částečnou rekonstrukcí, kolem zámeckého parku byl vybudován nový plot, který nahradil původní oplocení z vlnitého plechu. Silně poškozený interiér zámku byl napaden dřevomorkou a zdevastován užíváním armádou. V roce 2023 odkoupily objekty zámku a jeho parku manželé z Chebska. Od té doby probíhá rekonstrukce.

## Stavební podoba
Tři zámecká křídla obklopují nádvoří, na kterém se dochovala renesanční kašna se sochou Neptuna nesenou medvědy. Východní křídlo s šestibokou věží v nároží má fasády zdobené bosováním, vlysem s loveckými výjevy a černínským znakem. Zbylá dvě křídla s velkou hranolovou věží jsou vybavena arkádovým ochozem a novogotickou kaplí. V průčelí se nachází portál s lodžií, balkonem a štítem.

## Přístup
Zámek ani přilehlý park nejsou volně přístupné. Okolo vede zeleně značená turistická trasa z Andělské Hory do Horních Tašovic a nedaleko je po silnici třetí třídy značená cyklotrasa č. 2249 podél jižního okraje Doupovský hor.